# Qualifications nord-américaines pour la Coupe du monde de football des moins de 20 ans 2007
Les qualifications nord-américaines pour la Coupe du monde des moins de 20 ans ont eu lieu au début de l'année 2007. 2 groupes de 4 équipes se sont disputé les 4 places disponibles.
Les matchs du groupe A se sont tenus au Panama et ceux du groupe B se sont tenus au Mexique. Les deux premières équipes de chaque groupe étaient qualifiées pour la Coupe du monde de football des moins de 20 ans 2007, qui se déroulera au Canada. Le 21 janvier, les États-Unis et le Panama ont obtenu leur billet, imités le 23 février par le Mexique et le Costa Rica.

## Groupe A
| Équipe     | Pts | J | G | N | P | BP | BC | GA |
| ---------- | --- | - | - | - | - | -- | -- | -- |
| États-Unis | 7   | 3 | 2 | 1 | 0 | 9  | 1  | 8  |
| Panama     | 4   | 3 | 1 | 1 | 1 | 4  | 8  | -4 |
| Haïti      | 3   | 3 | 1 | 0 | 2 | 5  | 7  | -2 |
| Guatemala  | 2   | 3 | 0 | 2 | 1 | 1  | 3  | -2 |

| 17 janvier 2007 | Haïti           | 1 – 4 | États-Unis                              | Estadio Rommel Fernandez Panamá, Panama Spectateurs : 6,000 Arbitre : Lee Davis |  |
|                 | Yveson 73e (sp) |       | Akpan 25e, 38e, 61e Anthony Wallace 48e |                                                                                 |  |

| 17 janvier 2007 | Panama       | 1 – 1 | Guatemala       | Estadio Rommel Fernandez Panamá, Panama Spectateurs : 7,545 Arbitre : Manuel Glower |  |
|                 | Barahona 65e |       | Ovalle 2e (csc) |                                                                                     |  |

| 19 janvier 2007 | États-Unis | 0 – 0 | Guatemala | Estadio Rommel Fernandez Panamá, Panama Spectateurs : 3,000 Arbitre : José Pineda |  |
|                 |            |       |           |                                                                                   |  |

| 19 janvier 2007 | Panama                                    | 3 – 2 | Haïti                   | Estadio Rommel Fernandez Panamá, Panama Spectateurs : 9,632 Arbitre : Joel Aguilar |  |
|                 | Wallace 22e Saintilus 72e (csc) Brown 83e |       | Saintilus 60e Yveson77e |                                                                                    |  |

| 21 janvier 2007 | Guatemala | 0–2 | Haïti           | Estadio Rommel Fernandez Panamá, Panama Spectateurs : 3,000 Arbitre : Roy McArthur |
|                 |           |     | Walson 52e, 83e |                                                                                    |

| 21 janvier 2007 | Panama | 0–5 | États-Unis                                      | Estadio Rommel Fernandez Panamá, Panama Spectateurs : 17,180 Arbitre : Joel Aguilar |
|                 |        |     | Adu 7e, 90e Rogers 50e Smith 61e Villanueva 71e |                                                                                     |

## Groupe B
| Équipe                     | Pts | J | G | N | P | BP | BC | GA |
| -------------------------- | --- | - | - | - | - | -- | -- | -- |
| Mexique                    | 7   | 3 | 2 | 1 | 0 | 5  | 1  | 4  |
| Costa Rica                 | 7   | 3 | 2 | 1 | 0 | 6  | 3  | 3  |
| Saint-Christophe-et-Niévès | 1   | 3 | 0 | 1 | 2 | 3  | 6  | -3 |
| Jamaïque                   | 1   | 3 | 0 | 1 | 2 | 1  | 5  | -4 |

| 21 février 2007 | Jamaïque | 0 – 2 | Costa Rica                    | Estadio Banorte Culiacán, Sinaloa, Mexico Spectateurs : 250 Arbitre : Terry Vaughn |
|                 |          |       | Borges 3e (sp) Solórzano 90e+ |                                                                                    |

| 21 février 2007 | Mexique                     | 2 – 0 | Saint-Christophe-et-Niévès | Estadio Banorte Culiacán, Sinaloa, Mexico Spectateurs : 12,833 Arbitre : Steven Depiero |
|                 | Villaluz 28e dos Santos 86e |       |                            |                                                                                         |

| 23 février 2007 | Costa Rica                           | 3 – 2 | Saint-Christophe-et-Niévès | Estadio Banorte Culiacán, Sinaloa, Mexico Spectateurs : 250 Arbitre : Elmar Rodas |  |
|                 | Cordero 5e Solórzano 43e Herrera 55e |       | Berkeley 2e Hanley 14e     |                                                                                   |  |

| 23 février 2007 | Mexique                     | 2 – 0 | Jamaïque | Estadio Banorte Culiacán, Sinaloa, Mexico Spectateurs : 17,425 Arbitre : Roberto Moreno |
|                 | Villaluz 31e dos Santos 56e |       |          |                                                                                         |

| 25 février 2007 | Saint-Christophe-et-Niévès | 1 – 1 | Jamaïque  | Estadio Banorte Culiacán, Sinaloa, Mexico Spectateurs : 405 Arbitre : Steven Depiero |  |
|                 | Berkeley 77e               |       | Grant 36e |                                                                                      |  |

| 25 février 2007 | Mexique     | 1 – 1 | Costa Rica   | Estadio Banorte Culiacán, Sinaloa, Mexico Spectateurs : 19,051 Arbitre : Neal Brizan |  |
|                 | Esqueda 70e |       | Solórzano 6e |                                                                                      |  |